# Callionymus beniteguri
Callionymus beniteguri, tên thông thường là cá đàn lia đốm trắng, là một loài cá biển thuộc chi Callionymus trong họ Cá đàn lia. Loài này được mô tả lần đầu tiên vào năm 1900.

## Phân bố và môi trường sống
C. beniteguri được tìm thấy từ miền trung Nhật Bản trải dài về phía tây khắp biển Hoa Đông. Chúng sống gần bờ, trên đáy cát hoặc bùn.

## Mô tả
Chiều dài lớn nhất được ghi nhận ở C. beniteguri là khoảng 16 cm. Ở cá đực, gai vây lưng thứ nhất và thứ hai thon dài và có vây sợi vươn dài; màng vây hậu môn có nhiều đường vân xiên. Ở cá mái, nửa sau của vây lưng có màu đen. Cá con có các đường vân màu nâu ở hai bên lườn với nhiều đốm tròn trắng.
Số gai ở vây lưng: 4; Số tia vây mềm ở vây lưng: 9 - 10; Số gai ở vây hậu môn: 0; Số tia vây mềm ở vây hậu môn: 8 - 9.